# Hôtel de Vitry

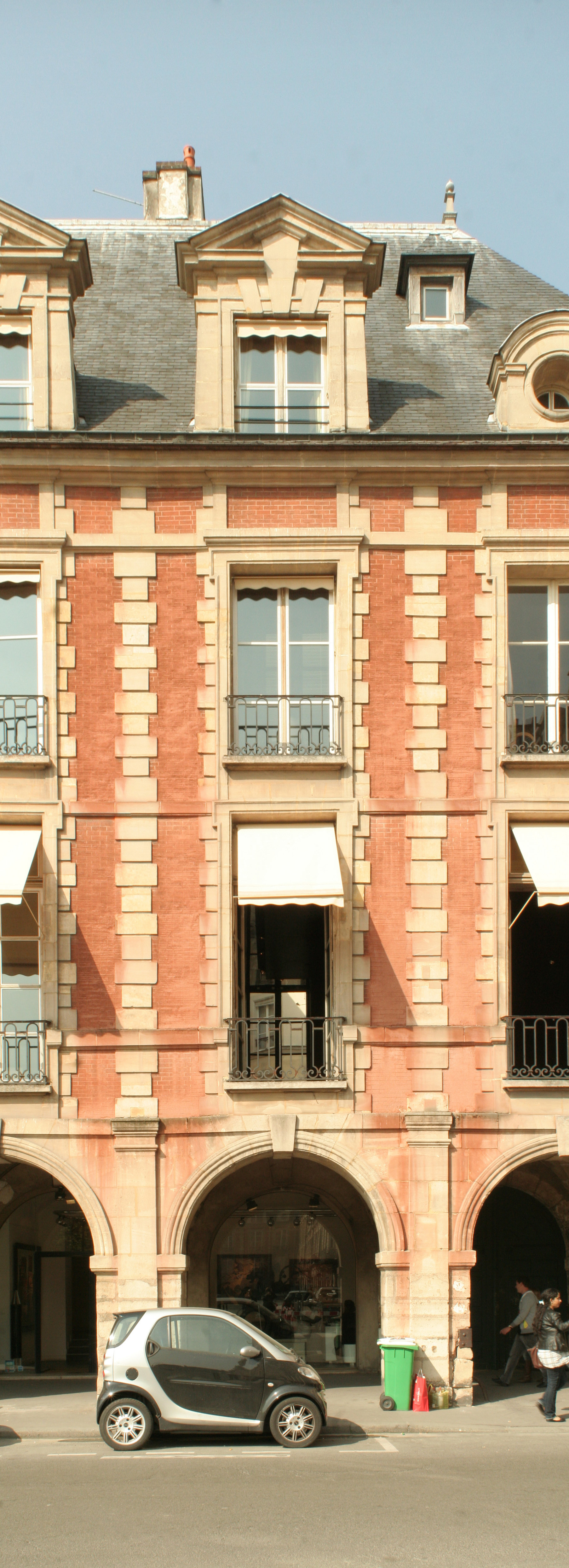
Hôtel de Vitry in Paris (2010)

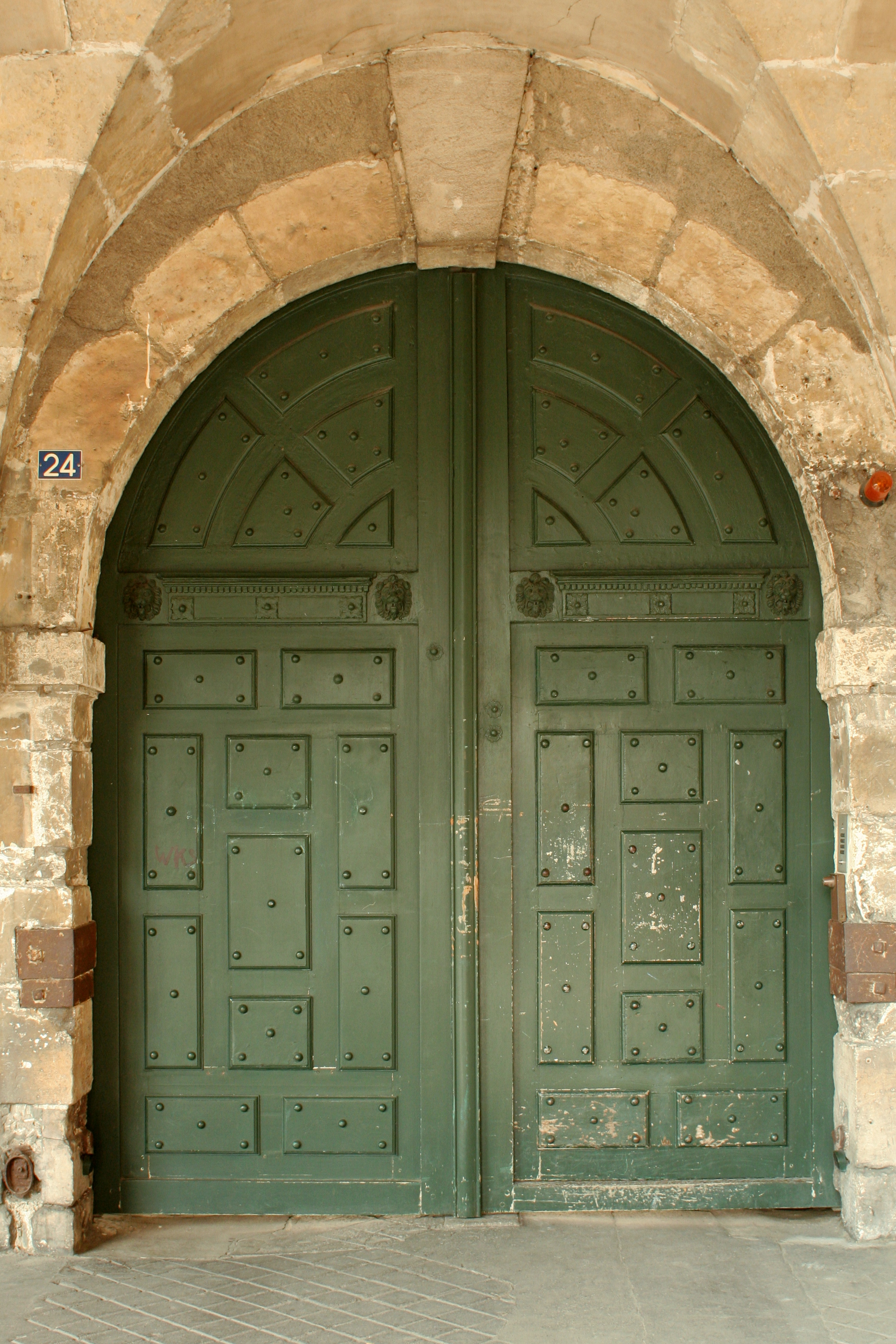
Portal

Das Hôtel de Vitry in Paris, der französischen Hauptstadt, ist ein Hôtel particulier im 3. Arrondissement. Im Jahr 1920 wurde der Stadtpalast an der Place des Vosges Nr. 24 als Monument historique in die Liste der Baudenkmäler in Frankreich aufgenommen.
Das Haus wurde 1605 vom Architekten Louis Marchant für Barthélemy Laffémas errichtet. Danach wechselte es sehr oft den Besitzer.
Die hölzernen Türflügel des Rundbogenportals sind ebenfalls als Monument historique klassifiziert.